# Zackmünde

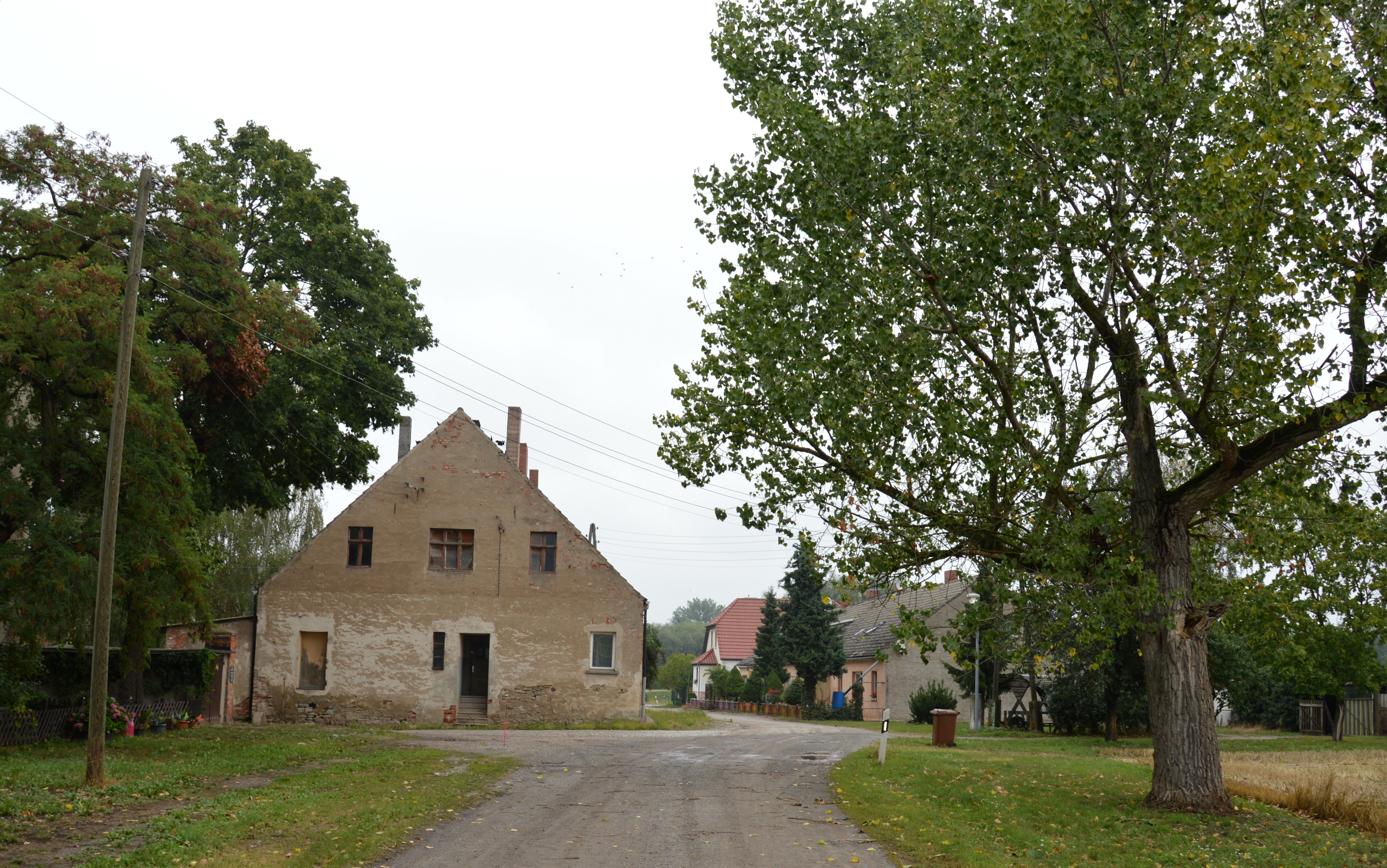
Straße in Zackmünde

Zackmünde ist ein Ortsteil der sachsen-anhaltischen Gemeinde Barby. Der Ort liegt auf halber Strecke an der Landstraße zwischen dem Barbyer Ortsteil Pömmelte und Schönebeck.
Nördlich des etwa auf einer Höhe von 50 Metern über NN liegenden Orts fließt die Elbe. Im südlichen Teil der Gemarkung Zackmünde befindet sich der Flugplatz Schönebeck-Zackmünde sowie die Kreisgrabenanlage von Pömmelte.